# Eratoidae
Eratoidae är en familj av snäckor. Eratoidae ingår i ordningen Mesogastropoda, klassen snäckor, fylumet blötdjur och riket djur.
Familjen innehåller bara släktet Erato.